# Los Melódicos
La orquesta Los Melódicos es una agrupación musical venezolana de música caribeña fundada en 1958 por Renato Capriles, director musical, con apoyo del director dominicano-venezolano Billo Frómeta a consecuencia de la disolución momentánea de la orquesta Billo's Happy Boys fundada en 1938.
Al igual que la mayoría de orquestas tipo banda, Los Melódicos consta de cinco saxofones, dos trombones, tres trompetas, bajo, piano, y la percusión correspondiente, de congas, bongó, güiro, maracas y timbales.
Su mayor auge lo tuvo entre las décadas de 1960 a 1980. En sus inicios participaron Víctor Piñero llamado el «Rey del Merecumbé», Rafa Pérez, Manolo Monterrey llamado el «Ciclón Antillano», Niro Keller y la cantante cubana Emilita Dago. 
Su lema es: «La orquesta que impone el ritmo en Venezuela», siendo también muy admirada en el exterior. Con veinte artistas en escena: 4 saxos, 3 trombones, 3 trompetas, 5 de ritmo y 4 cantantes (siempre con una figura femenina) y su director, principalmente al ser una orquesta con un repertorio bastante extenso.
Ha obtenido los más importantes premios de Venezuela. En muchos de los países visitados han salido al mercado disquero más de 50 CD, como es el caso de Colombia y Estados Unidos, y en Venezuela se han editado 99 LP, siendo este un récord mundial Guinnes en lo que a orquestas de baile se refiere.[cita requerida]
Los Melódicos acaban de lanzar su producción discográfica número 100, sin contar recopilatorios o reediciones de todos sus éxitos.

## Discografía
| - Estos son Los Melódicos (1959) - Bailables fabulosos (1963) - Compre la orquesta (1964) - Gran reserva musical (1965) - El más completo elenco (1966) - La Orquesta de Los Éxitos (1969) - La única (1969) - Guayabo a la Ye (1970) - Cójanle la cola (1970) - Recuerdos 17 (1971) - Felicidades (1972) - El club de Los Melódicos (1972 - Discomoda) - El Último Tango (1973 - Discomoda) - Álbum Homenaje a Víctor Piñero 30 Años (1974 - Discomoda) - Con todos los hierros (1974 - LM-Discomoda) - En acción con Los Melódicos (1974) - El sabor tentador (1975 LM-Discomoda) - Heavy (1975 LM-Discomoda) | - Al que le pique (1976 LM-Discomoda) - Los Melódicos (1977 LM-Discomoda) - ¿Y tú cómo estás? (1977) - 20 años de éxitos (con Manolo Monterrey) (1978 - LM-Discomoda) - El swing de Los Melódicos (1979) - Noche de fiesta (1979) - Yo tenía mi cafetal (1980). Letra y música del colombiano Álvaro Serrano Calderón - El emblema musical de Venezuela (1980) - Bienvenido (1981) - Esta noche (1981) - ¡Somos sensacionales! (1982) - El jeque (1982 LM-Discomoda) - ¡Con sabor! (1983) - ¡Oh! Tahití (1984) - Dismelódicos 85 (1984 LM-Discomoda) - Cada día mejor (1985) - ¡Es otra cosa! (1986) | - Juntos los grandes del baile (con Billo's, lado A) (1986 Velvet-Sonográfica) - Los Melódicos La Orquesta (1987) - Los Melódicos El Sonido ST (1988) - De nuevo juntos los grandes del baile (con Billo's, lado A y Los Melódicos lado B) (1988 Velvet-Sonográfica) - Los Melódicos Distintos (1989 - Velvet-Rodven) - Los Melódicos Líderes (1990 - Velvet-Rodven) - Los Melódicos La orquesta que impone el ritmo en América (1991 - Velvet-Rodven) - Los Melódicos Club Mix (1991 - Velvet-Rodven) - Los Melódicos Internacional (1992 - Velvet-Rodven) - Los Melódicos Club Mix Dos (1993 - Velvet-Rodven) - Los Melódicos Ayer y Hoy 35 Años (1993 - Velvet Rodven) - Liz con Los Melódicos (1993 - Velvet Rodven) - Los Melódicos - Enferiate con Los Melódicos (1993 - Velvet Rodven) - Los Melódicos Innovando (1994) - Los Melódicos In-comparable (1995) - Los Melódicos Que Bueno Está El Baile (1997) - Los Melódicos 40 Años de Éxitos Serie 32 (1998) - Los Melódicos El Disco N°100 Para El Mundo (2004) |

## Congos de Oro
Otorgado en el Festival de Orquestas del Carnaval de Barranquilla:
| Año  | Trabajo nominado | Categoría | Resultado |
| ---- | ---------------- | --------- | --------- |
| 1972 | Los Melódicos    | Orquesta  | Ganador   |
| 1979 | Los Melódicos    | Orquesta  | Ganador   |
| 1980 | Los Melódicos    | Orquesta  | Ganador   |

- Datos: Q5979959